# Phaedrotoma recondes
Phaedrotoma recondes är en stekelart som beskrevs av Van Achterberg 2004. Phaedrotoma recondes ingår i släktet Phaedrotoma och familjen bracksteklar. Inga underarter finns listade i Catalogue of Life.